# Wolfram (hudební skupina)
Wolfram je česká metalová kapela. Vznikla v polovině osmdesátých let 20. století v Prachaticích a zpočátku šlo o „tancovačkovou kapelu“ s převzatým repertoárem.
Začátkem devadesátých let po krátké pauze začal kytarista Roman Krokus Kříž s Františkem Jordákem budovat novou kapelu, s repertoárem postaveném výhradně na vlastní tvorbě. František Jordák byl talentovaný kytarista, který se výrazným způsobem představil na kompilaci Petra Jandy – „Čeští mistři rockové kytary“. 
V roce 1994 natočila kapela své první album Sál času, na kterém zpívá zpěvačka Pavla Kapitánová. Po čase ji u mikrofonu střídá Milan Fiala a Petr Doldy Dolének. Druhé album Misanthrope vychází v roce 1997. Na kompilaci Taga records Creations From A Morbid Society part III má Wolfram dvě skladby, stejně jako na kompilaci amerických Dwel Records Chamber Metal  Neo-Classical Metal Guitar.
Wolfram oslavil 20 let existence.[kdy?] Poslední album vyšlo v sestavě.
- Petr Doldy Dolének – zpěv,
- Petr Šanda – bicí,
- Jaroslav Eliška – basová kytara
- Roman Krokus Kříž – kytary

## Diskografie
- Sál času, 1994
- Misanthrope, 1997
- Liars In A Second Skin, 2002
- No Redemption, 2004